# Малощербинецька волость
Малощербинецька волость — історична адміністративно-територіальна одиниця Новозибковського повіту Чернігівської губернії з центром у містечку Малі Щербиничі.
Станом на 1885 рік складалася з 14 поселень, 15 сільських громад. Населення — 8806 осіб (4320 чоловічої статі та 4486 — жіночої), 1555 дворових господарств.
|                     | Площа, десятин | У тому числі орної, дес. |
| ------------------- | -------------- | ------------------------ |
| Сільських громад    | 4156           | 4357                     |
| Приватної власності | 11390          | 4698                     |
| Іншої власності     | 127            | 80                       |
| Загалом             | 28307          | 14937                    |

Найбільші поселення волості на 1885 рік:
- Малі Щербиничі — колишнє власницьке село при річці Вага за 32 версти від повітового міста, 801 особа, 143 двори, православна церква, постоялий будинок, лавка. За 6 верст — винокурний завод. За 10 верст — винокурний завод з водяним млином і крупорушкою. За 8 верст — винокурний завод із водяним і вітряним млинами.
- Великі Щербиничі — колишнє власницьке село при річці Вага, 1563 особи, 297 дворів, постоялий будинок.
- Петрятинка (Осиповка) — колишнє власницьке село, 924 особи, 145 дворів, постоялий будинок.
- Рогов — колишнє власницьке село, 1391 особа, 275 дворів, православна церква, постоялий будинок, вітряний млин.
- Фоєвічі — колишнє власницьке село при струмкові, 1348 осіб, 228 дворів, православна церква, школа, постоялий будинок, 2 лавки, маслобойний завод.
- Чохлов (Чолхов) — колишнє власницьке село при річки Трубіж, 1345 осіб, 261 двір, православна церква, постоялий будинок, водяний і вітряний млини.

1899 року у волості налічувалось 16 сільська громада, населення зросло до 13 303 особи (6616 чоловічої статі та 6687 — жіночої).